# 연료전지

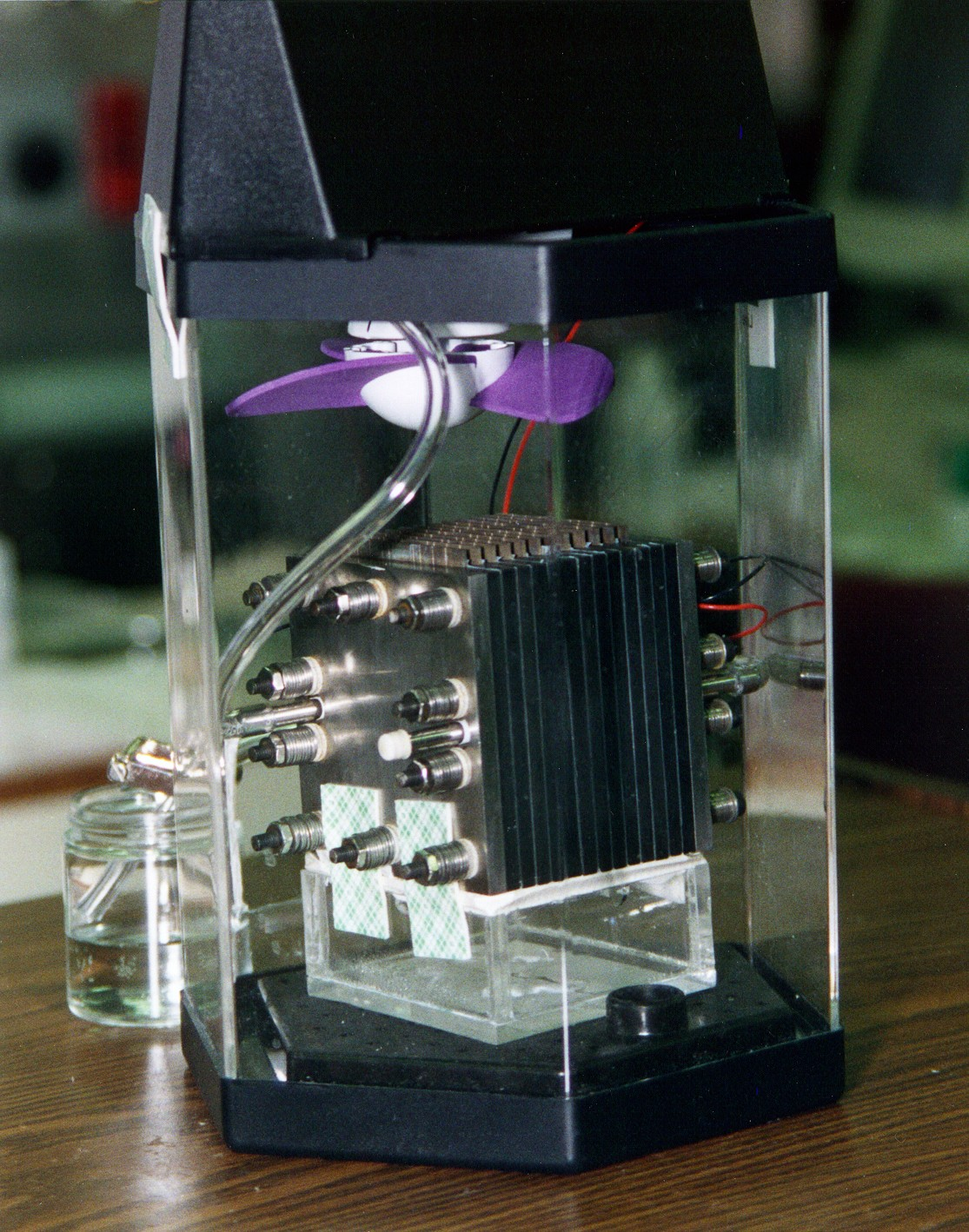
메탄올 연료전지. 실제 연료전지부분은 가운데에 보이는 여러 개의 판이 직육면체 모양으로 겹쳐있는 부분이다.

연료전지(燃料電池, 영어: fuel cell)란 연료와 산화제를 전기화학적으로 반응시켜 전기에너지를 발생시키는 장치이다. 이 화학 반응은 촉매층내에서 촉매에 의하여 이루어지며 일반적으로 연료가 계속적으로 공급되는 한 지속적으로 발전이 가능하다. 주로 수소를 연료로 사용한다 

## 특징
전지는 닫힌 계에 화학적으로 전기에너지를 저장하는 반면, 연료전지는 연료를 소모하여 전력을 생산한다. 또한 전지의 전극은 반응을 하여 충전/방전 상태에 따라 바뀌지만, 연료전지의 전극은 촉매작용을 하므로 상대적으로 안정하다.
연료와 산화제로는 여러 가지를 이용할 수 있다. 수소 연료전지는 수소를 연료로, 산소를 산화제로 이용하며, 그 외에 탄화수소, 알코올 등을 연료로, 공기, 염소, 이산화 염소 등을 산화제로 이용할 수 있다.
연료전지의 발전 효율은 40~60% 정도로 대단히 높으며, 반응 과정에서 나오는 배출열을 이용하면 전체 연료의 최대 80%까지 에너지로 바꿀 수 있다. 게다가 천연 가스와 메탄올, LPG(액화석유가스, propane gas), 나프타, 등유, 가스화된 석탄 등의 다양한 연료를 사용할 수 있기 때문에 에너지자원을 확보하기 쉽다. 또한 연료를 태우지 않기 때문에 지구 환경보호에도 기여할 수 있다. 또한 질소산화물(NOx)과 이산화탄소의 배출량이 석탄 화력 발전의 각각 1/38과 1/3 정도이며, 소음도 화력발전 방식에 비해 매우 적다는 장점이 있다. 이와 더불어 모듈화에 의한 건설 기간의 단축, 설비 용량의 증감이 가능하고, 화력발전 방식에 비해 훨씬 적은 토지 면적을 필요로 하기 때문에 입지 선정이 용이하다. 따라서 도심 지역 또는 건물 내에 설치하는 것이 가능하여 경제적으로 에너지를 공급할 수 있다. 연료전지는 기존의 화력 발전을 대체할 수 있으며, 분산 전원용 발전소, 열병합 발전소, 더 나아가서는 무공해 자동차의 전원 등에 적용될 수 있다.

## 연료전지 발전 장치
연료전지 발전 장치의 구성 요소로는 다음과 같은 것들이 있다.

### 연료 개질기(Fuel Reformer)
화학적으로 수소를 함유하는 일반 연료(LPG, LNG, 메탄, 석탄가스 메탄올 등)로부터 연료 전지가 요구하는 수소를 많이 포함하는 가스로 변환하는 장치이다.

### 연료전지 본체(스택 stack)
연료 개질 장치에서 들어오는 수소와 공기 중의 산소로 직류 전기와 물 및 부산물인 열을 발생시킨다. 오늘날에는 용융탄산염 연료전지(MCFC), 고분자전해질 연료전지(PEMFC), 고체산화물 연료전지(SOFC), 직접메탄올 연료전지(DMFC), 인산형 연료전지(PAFC)등의 다양한 종류의 연료전지가 개발되어 있다.

### 전력 변환 장치(Inverter)
연료 전지에서 나오는 직류 전원을 교류 전원으로 변환시킨다.

### 기타 장치
이외에도, 연료전지 발전 설비의 효율을 높이기 위하여 연료 전지 반응에서 생기는 반응열과 연료 개질 과정에서 나오는 폐열 등을 이용하는 장치가 부수적으로 필요하다.

## 연료전지의 종류

### 용융탄산염 연료전지 (Molten Carbonate Fuel Cell, MCFC)
통상 제 2 세대 연료전지로 불리는 용융탄산염 연료전지(MCFC)는 다른 형태의 연료전지와 마찬가지로 열효율과 환경친화성이 높고 모듈화가 특성되었으며 설치공간이 작다는 장점을 갖는다. 또, 650°C의 고온에서 운전되기 때문에 인산형 연료전지(PAFC) 또는 고분자전해질 연료전지(PEMFC)와 같은 저온형 연료전지에서 기대할 수 없는 추가적인 장점들을 갖고 있다. 고온에서의 빠른 전기화학반응은 전극 재료에 쓰이는 촉매로써 백금 대신 저렴한 니켈의 사용을 가능케 하여 경제적인 생산이 가능해진다. 그리고 백금 전극을 이용할 경우 백금 성분에 독성 물질로 작용하는 일산화탄소마저도, 니켈 전극을 이용할 경우 수성가스 전환반응을 통하여 연료로 이용할 수 있게 된다. 따라서 일산화탄소를 발생시킬 우려가 있어 백금을 이용하는 저온형 연료전지에는 사용하기 힘든 석탄가스, 천연가스, 메탄올, 바이오매스 등 다양한 연료를 MCFC에는 이용할 수 있다. 그리고 HRSG(Heat Recovery Steam Generator) 등을 이용한 bottoming cycle로 양질의 고온 폐열을 회수 사용하면 전체 발전 시스템의 열효율을 약 60% 이상으로 제고시킬 수 있다. 또한, MCFC의 높은 작동 온도는 연료전지 스택 내부에서 전기화학반응과 연료개질반응이 동시에 진행될 수 있게 하는 내부개질 형태를 허용한다. 이러한 내부개질형 MCFC는 전기화학반응의 발열량을 별도의 외부 열교환기 없이 직접 흡열반응인 개질반응에 이용하므로 외부개질형 MCFC보다 전체 시스템의 열효율이 추가로 증가하며, 시스템 구성이 간단해진다.

그러나 MCFC는 고온에서 부식성이 높은 용융탄산염을 사용하기 위한 내식성 재료의 개발에 따르는 경제성 문제 및 수명, 신뢰성 확보 등 기술적 검증이 아직 끝나지 않아 본격적인 상업화는 2005년 이후에나 가능하리라고 생각된다. 미국, 일본 등을 비롯한 선진외국에서는 기초연구는 물론 시스템 데모에 이르는 개발연구에까지 적극적으로 투자하여 최근 급속도로 많은 발전이 이루어지고 있다. 국내에서도 한전 전력연구원을 중심으로 KIST, 한국중공업 및 여러 대학이 참여하여 용융탄산염 연료전지의 자체 기술을 확보하기 위한 개발 연구를 대체에너지 및 선도기술(G7) 사업의 하나로 진행하고 있다.

### 고분자전해질 연료전지 (Polymer Electrolyte Membrane Fuel Cell, PEMFC)
수소 이온을 투과시킬 수 있는 고분자막을 전해질로 사용하는 고분자전해질 연료전지(PEMFC)는 다른 형태의 연료전지에 비하여 전류밀도가 큰 고출력 연료전지로서, 100°C 미만의 비교적 저온에서 작동되고 구조가 간단하다. 또한 빠른 시동과 응답특성, 우수한 내구성을 가지고 있으며 수소 이외에도 메탄올이나 천연가스를 연료로 사용할 수 있어 자동차의 동력원으로서 적합한 시스템이다. 이와 같은 PEMFC는 무공해자동차의 동력원 외에도 분산형 현지설치용 발전, 군수용 전원, 우주선용 전원 등으로 응용될 수 있는 등 그 응용범위가 매우 다양하다. PEMFC에 대한 연구는 1955년 미국의 GE에서 처음으로 시작되어 1962년에 이미 1kW급 PEMFC 스택 2개로 이루어진 모듈을 Gemini 우주선 3호부터 12호에 사용하였다. 이후로 PEMFC를 연료전지자동차 등 민간용으로 응용하기 위한 연구가 전 세계적으로 활발하게 진행되고 있다. 대기 오염의 주 원인인 내연기관 차량을 대체할 수 있는 무공해 자동차로는 원래 배터리를 동력원으로 하는 전기자동차가 각광을 받고 있었다. 그러나 배터리를 전기자동차 동력원으로 사용할 경우 충전 시 많은 시간을 요구하고, 에너지 밀도가 낮아 주행가능 거리가 짧으며 배터리의 수명이 짧은 문제점이 있다. 또한 전기자동차가 상용화된다면 많은 전기 충전소의 설치가 필요하며 여기서 사용되는 전기는 대규모 발전소에서 공급되므로 결국 오염원의 이동에 불과하다고 볼 수 있다. 따라서 전기자동차 동력원으로서의 배터리에 대한 단점을 보완하기 위하여, 연료전지 구동방식 또는 배터리와 연료전지를 동시에 사용하는 혼합형(hybrid) 자동차를 구성하는 방법이 최근에 각광받고 있다. 우리나라에서는 1990년대부터 대학을 중심으로 단위 전지에 대한 기초연구를 시작하였으며, KIST 연료전지연구센타에서도 1996년부터 고분자전해질 연료전지 원천기술 개발을 시작한 후 2000년 5kW 급 스택을 제작하여 연료전지/배터리 하이브리드 골프카트에 적용한 바 있다.
손원일급 잠수함이 독일 지멘스가 개발한 120 kw 고분자전해질 연료전지(PEMFC) 2개와 배터리를 혼합한 하이브리드 방식의 추진체계를 탑재했다.

### 고체산화물 연료전지 (Solid Oxide Fuel Cell, SOFC)
3세대 연료전지로 불리는 고체산화물 연료전지(SOFC)는 산소 또는 수소 이온을 투과시킬 수 있는 고체산화물을 전해질로 사용하는 연료전지로써, 1937년에 Bauer와 Preis에 의해 처음으로 작동되었다. SOFC는 현존하는 연료전지 중 가장 높은 온도(700 - 1000 °C)에서 작동한다. 모든 구성요소가 고체로 이루어져 있기 때문에 다른 연료전지에 비해 구조가 간단하고, 전해질의 손실 및 보충과 부식의 문제가 없다. 또한 고온에서 작동하기 때문에 귀금속 촉매가 필요하지 않으며, 직접 내부 개질을 통한 연료 공급이 용이하다. 고온의 가스를 배출하기 때문에 폐열을 이용한 열 복합 발전이 가능하다는 장점도 지니고 있다. 이러한 장점들 덕분에 SOFC에 관한 연구는 21세기 초에 상업화하는 것을 목표로 미국, 일본 등 선진국을 중심으로 활발히 이루어지고 있다.

일반적인 SOFC는 산소 이온전도성 전해질과 그 양면에 위치한 공기극(양극, cathode) 및 연료극(음극, anode)으로 이루어져 있다. 공기극에서 산소의 환원 반응에 의해 생성된 산소 이온이 전해질을 통해 연료극으로 이동하여, 다시 연료극에 공급된 수소와 반응함으로써 물을 생성하게 되며, 이 때 연료극에서 전자가 생성되고 공기극에서 전자가 소모되므로 두 전극을 서로 연결하여 전류를 발생시키는 것이 기본 작동원리이다.

### 직접메탄올 연료전지 (Direct Methanol Fuel Cell, DMFC)
직접메탄올 연료전지(DMFC)는 고분자 전해질 막을 사이에 두고 양쪽에 각각 음극과 양극이 위치한다. 음극에서는 메탄올과 물이 반응하여 수소 이온과 전자를 생성한다. 생성된 수소이온은 전해질 막을 통해 양극 쪽으로 이동하고, 양극에서는 수소 이온과 전자가 산소와 결합하여 물을 생성시킨다. 이 때 전자가 외부 회로를 통과하면서 전류를 발생시키는 것이 작동원리이다.
실제 사용시에는 출력을 높이기 위해 이러한 단위전지를 여러 개 묶어서 스택을 만들어 사용하는데, 일반적인 연료전지의 스택에서는 양극판(兩極板, bipolar plate)을 사용하지만 마이크로 연료전지에서는 단극판(單極板, monopolar plate)을 사용한다. DMFC는 고분자전해질 연료전지(PEMFC)와 똑같은 구성요소를 사용하지만, 메탄올을 개질하여 수소로 만들 필요가 없이 직접 연료로 사용할 수 있기 때문에 소형화가 가능하다. DMFC는 PEMFC에 비해 출력밀도는 낮지만, 연료의 공급이 용이하고 2차전지에 비해 높은 출력밀도를 갖기 때문에 자동차의 동력원으로서 2차전지를 대체할 수 있는 가능성이 매우 높은 것으로 알려져 있다.

### 직접에탄올 연료전지 (Direct Ethanol Fuel Cell, DEFC)
직접에탄올 연료전지(DEFC)는 직접메탄올 연료전지와 메커니즘은 같으나, 연료는 에탄올을 사용하며, 출력 전압은 0.5 ~ 45 V 가량의 연료 전지이다. 2007년 5월 미국에서 20 ~ 45 V의 전압을 내는 직접에탄올 연료전지를 개발하였다.
1. 반응 메커니즘 : C2H5OH + 3H2O → 2CO2 + 12H+ + 0.5V

### 인산형 연료전지 (Phosphoric Acid Fuel Cell, PAFC)
인산형 연료전지(PAFC)는 액체 인산을 전해질로 이용하는 연료전지이다. 전극은 카본지(carbon paper)로 이루어지는데, 백금 촉매를 이용하기 때문에 제작 단가가 비싸다.
한편, 액체 인산은 40°C에서 응고되어 버리기 때문에 시동이 어려우며, 지속적인 운전 또한 제약이 따른다. 그러나 150~200°C의 운전 온도에 이르게 되면 반응 결과물로 생성되는 물을 증기로 바꾸어 공기나 물의 가열에 이용할 수 있게 된다. 이렇게 발생되는 열과 전력을 합했을 때 전체 효율은 80%에 이르며, 일산화탄소에 내성이 있어서 고정형 연료전지 시장에서 그 입지를 넓혀 가는 중이다.

### 직접탄소 연료전지 (Direct Carbon Fuel Cells, DCFC)
직접탄소 연료전지(DCFC) 혹은 직접석탄 연료전지(direct coal fuel cell or coal fuel cell, CFC)는 고온형 연료전지인 고체산화물 연료전지(SOFC)와 용융탄산염 연료전지(MCFC)로부터 파생된 차세대 고온형 연료전지 기술이라고 말할 수 있다. 고온형 연료전지도 일반적으로 수소를 연료로 가장 많이 이용하며 최근 메탄, 에탄, 부탄, 디젤과 같은 탄화수소계 (hydrocarbon) 연료를 이용하려는 연구가 활발히 진행되고 있지만 사용되는 촉매(Ni 기반)가 대부분 연료 중에 포함되어 있는 탄소 증착(침착) (C-C deposition, formation)문제로 장기 가동에 문제를 가지고 있다.
일반적으로 DCFC는 다음과 같은 잠재적인 이점들을 가지고 있다.
1. 발전 시스템이나 여타 다른 에너지 시스템과 비교할 수 없는 이론적으로 높은 열역학 에너지 전환율 (ηth=ΔG/ΔH=over 100%)을 가지고 있다. 이는 엔트로피 변환값이 모든 작동 온도 (T>600'C) 구간에서 0가까운 양의 값을 가지며, 자유에너지 변환 값이 엔탈피 변환 값보다 항시 크기 때문이다.
2.NOx,SOx와 같은 부생 가스를 배출을 최소로 줄일 수 있으며, 최종 산물은 매우 순도 높은 CO2 가스를 배출하기 때문에 차후 탄소 저장 및 포집CCS 기술과 연계가 용이하다.
3. 시스템이 고온에서 작동하기 때문에 다양한 종류의 고체 형태의 탄소 연료 (coal, coke, char, graphite) 뿐만 아니라 바이오 매스도 연료로 이용이 가능하다.
4. 연료전지 기술 자체가 매우 잘 정립되어 있기 때문에 기존의 화력 발전소 혹은 석탄가스화복합발전(IGCC; Integrated Gasification Combined Cycle)과 연계하여 부생 가스(syngas, CH4, H2)와 잔존 석탄 찌꺼기 등을 연료로 이용이 가능하다.
- 반응 메커니즘[8][9]

전체 반응식: C + O2 → CO2.
1. 고체산화물전해질 기반 직접탄소 연료전지
연료극(anode) 반응.
<직접 전기화학적 산화반응>
C + 2O2− → CO2 + 4e−
C + O2− → CO+ 2e−
<간접 전기화학적 산화반응>
CO + O2− → CO2 + 2e−
<Boudouard 반응>
C + CO2 → 2CO
공기극(cathode) 반응
O2 + 4e− → 2O2−

## 외국의 연료 전지 발달 정도
일본의 연료 전지기술은 상당한 수준으로, 이미 1996년 6월말 기준으로 약 3.0만kW의 연료 전지(인산형)가 가동되고 있다. 그러나 아직도 연구과제가 많기 때문에, 장래 많은 이용이 예상되는 호텔, 병원, 오피스 빌딩등에서 현장시험과 연구가 계속 진행되고 있다.
일본은 1981년부터 6년 동안 에너지 절약 기술 개발 계획(Moonlight Project)의 일환으로 연료 전지의 신뢰성 향상과 고효율화 기술의 개발을 추진하였고, 인산염형의 경우 1000 kW급 발전 설비의 독자 개발과 실증 실험, 200kW급 현지 설치형의 상용화를 목표로 하여 연구 개발을 추진하였다. 최근에는 New Sunshine 계획에 의해 1996년까지 가압형 5 MW, 상압형 1 MW급 발전 설비의 실증 실험을 목표로, 9개의 전력 회사와 4개의 가스회사 및 전력중앙연구소로 구성된 연구 조합을 구성하고, NEDO 주관 하에 대규모 실용화 연구를 수행하고 있다. 현재의 기술 수준은 화력 대체와 분산 전원용으로 이미 1 MW급 실증 플랜트의 운전 시험을 완료하였으며, 동경전력은 11MW급 인산염형 연료 전지 발전소를 1991년 완공하여 운전시험을 계속하고 있다.
연료 전지 기술을 선도하고 있는 미국은 1962년 제미니 계획에 의하여 우주 및 군용의 알칼리 연료 전지 연구를 처음 시작하였다. 그 후 1969년 28개 가스회사가 중심이 되어, 주거용 및 상업용 인산염형 연료 전지 기술 개발을 위한 9년 계획인 TARGET(Team to Advanced Research for Gas Energy Transformation) 프로그램을 수립하고, 이를 UTC(United Technology Corp. 현재 IFC : International Fuel Cell) 사에 개발을 위탁함으로써 시작되었다. 최근에는 FCG-1 계획에 의해 IFC, WH(Westinghouse)사에서 전기 사업용 MW급 연료 전지 기술 개발 사업을 수행하고 있고, 25-400 kW급의 현지 설치형을 개발하여 20 0kW급은 이미 상용화되었으며, 제조 단가를 현재의 약 3000 $/kW에서 1500-1000 $/kW 이하로 낮추고 수명을 40,000 시간 이상 지속시킬 수 있는 발전 시스템을 개발하기 위해 노력하고 있다.
유럽 연료전지 기술 개발은 미국과 일본의 기술 독점에 대한 방어적 개념에서 개발이 추진되고 있으며, 연료 개질기, 전력 변환 및 System Engineering 관련 기술을 기업이 보유하고 있다. 네덜란드는 '86년부터 PEO주도로 미국의 IGT에서 핵심기술을 도입하여 ECN에서 MCFC를 개발하고 있다. 이태리는 '86년부터 ENEA 주도로 VOLTA 계획을 추진하여 PAFC, MCFC, SOFC를 개발하고 있다. 기타 국가는 기초 연구, 주변 기술(개질, 전력 변환)의 개발을 추진하고 있으며 Siemens, ABB, Haldor Topsoe A/S등이 관련 기술을 보유하고 있다. 캐나다는 자동차용 고분자 전해질형 연료 전지 개발을 주도하고 있으며, Ballard Power System Inc.에서 연료 전지 버스와 승용차를 개발하고 있다.

## 국내의 연료 전지 발달 정도
국내의 연료 전지 기술 개발은 1985년부터 한국에너지기술연구소와 한전기술연구원 공동으로 5.9kW급 인산염형 연료 전지 본체를 수입하여 국내 최초로 발전 시스템을 구성하여 성능 실험을 실시한 것이 효시이다. 이를 계기로 국내에서도 연료 전지 개발의 중요성을 인식하게 되었으며, 최근에는 연구 개발 사업이 활성화되어 인산염형, 용융 탄산염형, 고체 전해질형 및 고분자 전해질 연료 전지도 개발하고 있다.
한국에너지기술연구소는 1987년부터 6년 동안 과기처 국책 연구 사업을 주관하여 연구소, 대학 등이 공동으로 참여하는 인산염형 연료 전지 개발 연구를 수행하였으며, '92년도에는 1kW 인산염형 연료 전지 본체를 성공적으로 개발한 바 있다. 이 사업은 '93년부터 시작된 국가 선도 기술 개발 사업으로 연계되어 산·학· 연 공동 참여에 의해 실질적인 50kW급 인산염형 연료 전지의 실용화를 위한 요소 기술을 개발하고 있으며, 2000년까지 200kW급 인산염형 연료 전지 발전 시스템 개발을 목표로 설정하고 있다.
또한 1989년부터는 통상산업부의 대체 에너지 기술 개발 사업으로 40kW급 인산염형 연료 전지 발전 시스템의 개발 사업을 수행하였다. 연료 전지 본체 개발은 호남정유(현 GS칼텍스), 연료 개질기는 유공(현 SK이노베이션), 전력 변환 장치는 금성산전(현 LG산전), 계통 연계 기술 개발은 한국전기연구소가 담당하고 가스공사가 사업을 주관하는 공동 연구 체제를 구성하였다.
또한 1987년부터 수소자동차 연구에 들어간 성균관대학교 기계공학과 이종태 교수와 대학원 및 학부생 등 10여명으로 이루어진 내연기관연구실팀이 1993년 6월 아시아 타우너 밴을 기초로한 국내 최초의 수소자동차인 성균1호를 만들었다.
현재 국내의 기술 수준은 전반적으로 기초 연구 단계이나, 연료 전지 본체를 포함한 연료개질, 전력 변환 장치 등의 소규모 시제품 개발을 목표로 하여 추진 중이며 최근 10kW급 인산형 발전시스템과 5kW급 고체고분자 발전시스템이 한국에너지기술연구소에 의해 개발되었으므로 이러한 발전추세로 보아 단기간 내 현재의 선진 기술 수준에 근접할 수 있을 것으로 전망된다.

## 같이 보기
- 수소저장